# John S. McCain senior

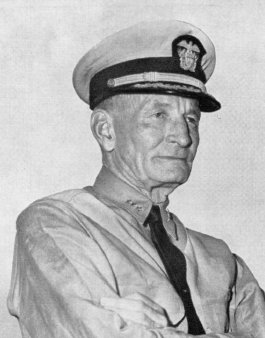
Vizeadmiral John S. McCain (1945)

John Sidney „Slew“ McCain Sr. (* 9. August 1884 in Teoc, Carroll County, Mississippi; † 6. September 1945 in San Diego, Kalifornien) war ein US-amerikanischer Admiral der US Navy. Während des Zweiten Weltkrieges war er Kommandeur der Fast Carrier Task Force. Sein Enkel John McCain war der republikanische Kandidat für die Präsidentschaftswahl 2008.

## Leben
John S. McCain Sr. kam als Sohn von John Sidney und Elizabeth-Ann Young McCain zur Welt. Von 1901 bis 1902 studierte er an der University of Mississippi. Anschließend besuchte er die US Naval Academy in Annapolis, Maryland, die er 1906 als Ensign abschloss.
Seine ersten Dienste führten ihn zur US-Pazifikflotte, bei der er auf meist älteren Schiffen diente, wie dem Schlachtschiff Ohio, dem Kreuzer Baltimore, dem Zerstörer Chauncey oder dem Kanonenboot Panay, das 1937 von japanischen Flugzeugen am Jangtse versenkt wurde. Außerdem diente er auf der Connecticut, die ein Teil von Roosevelts Great White Fleet war.
Während der Okkupation der mexikanischen Hafenstadt Veracruz im Jahre 1914 diente er in San Diego. Den Rest des Ersten Weltkrieges verbrachte er auf Geleitzügen im Atlantik. In der Zwischenkriegszeit diente er auf zahlreichen Schiffen, wie der Maryland, der New Mexico und der Nitro. Sein erstes Kommando hatte er auf dem Frachtschiff Sirius.
1929 absolvierte er das Naval War College. Zu Beginn der 1930er herrschte bei den stets wachsenden Marinefliegern ein Mangel an leitenden Offizieren mit Pilotenlizenz. So suchte die US Navy nach willigen Offizieren, die die Naval Flight Instruction School in Pensacola, Florida besuchen würden. Captain McCain hatte sich gemeldet, bevor er im September 1936, im Alter von 52 Jahren, die Pilotenschwingen verliehen bekam. Danach hatte er von 1937 bis 1939 das Kommando über den Flugzeugträger Ranger, wo er an der Trägertaktik arbeitete.

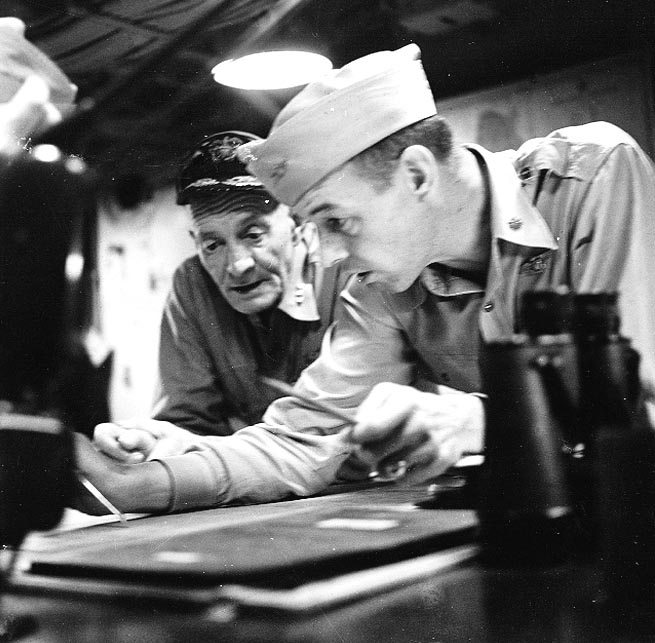
McCain und Commander John S. Thach während einer Lagebesprechung an Bord der Hancock. Ca. 1944/45

Als Folge seiner Beförderung zum Rear Admiral erhielt er im Februar 1941 das Kommando über die Marinefliegerstaffeln an der Westküste der USA. Nach dem japanischen Angriff auf Pearl Harbor und dem daraus resultierenden Kriegseintritt der USA erhielt er auch den Oberbefehl über alle landgestützten Marineflugzeuge im Südpazifik. Im September 1942 wurde er Chef des Bureau of Aeronautics in Washington, D.C. und im Juli 1943 bekleidete Vice Admiral McCain das Amt des stellvertretenden Chief of Naval Operations für Luftoperationen.
Im Spätsommer 1944 kehrte McCain zum pazifischen Kriegsschauplatz zurück und übernahm von Admiral Marc Mitscher das Kommando über die 2nd Fast Carrier Task Force und die Task Group 38.1. Drei Monate später übernahm er auch Halsey’s cavalry, die Task Force 38 von Admiral William F. Halsey. Bis zum Kriegsende kämpften seine Trägerflugzeuge über Peleliu, Leyte, der Philippinensee, Mindoro, Luzon, Formosa, Okinawa und dem japanischen Festland.

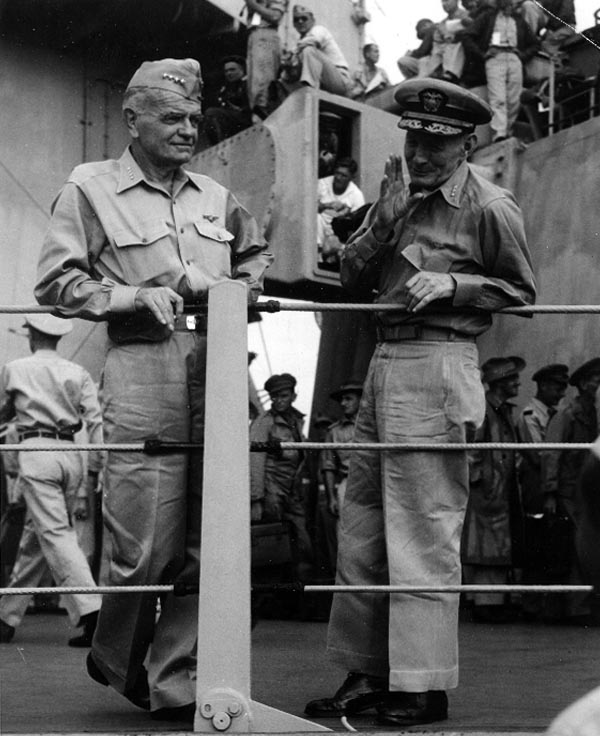
Admiral William Halsey und Vizeadmiral John S. McCain an Bord der USS Missouri am Tag der japanischen Kapitulation.

An einem Tag versenkten sie 49 japanische Schiffe und zerstörten alleine zwischen dem 10. Juli und dem 14. August 1945 über 3.000 am Boden abgestellte Flugzeuge. McCains hervorragende Trägertaktik bewahrte im Oktober 1944 die schwer angeschlagenen Kreuzer Canberra und Houston vor der Versenkung. Für diese Taten bekam er das Navy Cross verliehen.
Am 2. September 1945 nahm er an der japanischen Kapitulation, an Bord der Missouri in der Bucht von Tokio, teil. Anschließend bekam er vom Oberkommando Heimaturlaub. Am 6. September traf er auf der Coronado Air Station in San Diego, Kalifornien ein. Auf der dortigen Willkommensfeier sackte McCain zusammen und verstarb. Er war nicht ganz einen halben Tag in der Heimat. Posthum erhielt er den Rang eines Admirals. McCain ist im Grab Nr. 4356 (Section 3) des Nationalfriedhof Arlington beigesetzt. Neben ihm liegt das Grab seines Bruders William Alexander McCain, ehemaliger Brigadier General der US Army.
Seine Auszeichnungen umfassen unter anderem die Navy Distinguished Service Medal mit zwei Goldsternen und das Navy Cross.

## Familie
McCain – die McCains stellen eine ebenfalls adlige Nebenlinie des Clan Douglas’ dar – entstammte einer alteingesessenen Familie aus Teoc, Mississippi. Nur durch Zufall kam er zur US Navy. Bei den McCains herrschte zuvor die Tradition, dass der älteste Sohn den Familienbesitz in Teoc übernahm, während der Zweitgeborene der US Army beitrat. So kam es, dass ein McCain im Stab von George Washington diente, während ein anderer hoch dekoriert im Bürgerkrieg kämpfte. Während des Ersten Weltkrieges gab es sogar einen Adjutant General of the Army McCain. Ein Weiterer diente unter General Pershing als einer der letzten Kavallerie-Offiziere bei der Strafexpedition gegen Mexiko, um den Revolutionär Pancho Villa zu verhaften.
McCain war das dritte Kind seiner Eltern. Sein älterer Bruder William Alexander McCain war schon ein Kadett in der US Military Academy in West Point, als sich „Sidney“, so sein Spitzname, an der University of Mississippi einschrieb. Dort sollte er Arzt oder Anwalt werden, jedoch brannte er darauf, seinem Bruder zu folgen. So war es eben William, der seinen kleinen Bruder überredete, den Aufnahmetest an der US Naval Academy zu absolvieren, der eine Art Generalprobe für den schwereren West-Point-Test sein sollte. McCain erhielt einen Studienplatz an der US Naval Academy und entschied sich endgültig für diese.
Am 9. August 1909 heiratete er in Colorado Springs, Colorado, Catherine Davey Vaulx (1877–1959). Aus dieser Ehe stammen drei Kinder: John Sidney McCain, Jr. (1911–1981), James Gordon McCain (1913–1985) und Catherine Vaulx McCain (1915–2000). John McCain, Jr. folgte seinem Vater und ging ebenfalls zur US Navy. Während des Zweiten Weltkrieges war er ein erfolgreicher U-Boot-Kommandant und als späterer Admiral zwischen 1968 und 1972 Befehlshaber des US Pacific Command (PACOM).
Dessen Sohn John Sidney McCain III. (1936–2018) wurde Marineflieger im Vietnamkrieg. Er verließ die US Navy im Rang eines Captains und ging in die Politik. Von 1987 bis zu seinem Tod 2018 war er Senator für den Bundesstaat Arizona und Mitglied der Republikanischen Partei. 2000 bewarb er sich um das Amt des US-Präsidenten, scheiterte in der Vorwahl jedoch an George W. Bush (→ Präsidentschaftswahl 2000). Bei der Präsidentschaftswahl 2008 war McCain der Spitzenkandidat der Republikaner und verlor gegen Barack Obama.
Somit ist bei den McCains die langjährige Armeetradition der Marinetradition gewichen. Seitdem gibt es bereits fünf Nachkommen von John Sidney McCain Sr., die in Annapolis die Akademie besucht haben, darunter John Sidney „Jack“ McCain IV. (* 1984), Sohn von John McCain.

## Trivia
- US-Marineminister James V. Forrestal nannte ihn „a fighting man all the way through.“
- Der Zerstörer John S. McCain (1953–1978) der Mitscher-Klasse, ist nach McCain benannt.
- Die neue, seit 1994 im Dienst stehende John S. McCain der Arleigh-Burke-Klasse ist sowohl nach Admiral John S. McCain I. als auch nach seinem Sohn Admiral John S. McCain II. benannt. Mit einem Festakt im japanischen Yokosuka am 12. Juli 2018 wurde als dritter Namenspatron des Schiffes Senator John S. McCain III. hinzugefügt.[1]
- Bis heute sind in der US Navy John S. McCain Sen. und John S. McCain Jun. das einzige Vater-Sohn-Duo, das jeweils den Rang eines Admirals erreichte.